# Cuscuz nordestino
O cuscuz nordestino ou cuscuz de milho, por vezes referido pelo arcaísmo pão de milho, é um prato típico do Nordeste brasileiro, considerado uma variante do cuscuz originário do Magrebe. O cuscuz nordestino é feito a partir do milho (Zea mays), cereal nativo do continente americano, preparado no vapor. É um alimento básico e tradicional, consumido em diversas refeições do dia, especialmente no café da manhã. O cuscuz nordestino, muitas vezes se consome com margarina, carne de sol, carne seca, calabresa, queijo, ovo, além de outras combinações mais doces, como o leite e coco ralado.

## História
No Brasil, o cuscuz foi adaptado com o uso do milho (Zea mays), cereal nativo das Américas, em substituição aos grãos como trigo, sorgo ou milheto utilizados na África. No país, o milho já era cultivado pelos indígenas antes mesmo da chegada dos portugueses, sendo um dos principais itens de sua dieta. A adição do leite de coco constitui uma inovação local, ausente nas versões africanas. Embora portugueses e africanos já conhecessem o cuscuz, foi no Brasil que o prato assumiu características próprias e se popularizou entre as camadas mais humildes da população.
O cuscuz é originário das regiões do Magrebe, no norte da África. Foi introduzido no Brasil pelos portugueses ainda no século XVI e, já nesse período, passou a adquirir características próprias, adaptando-se ao cardápio dos povos indígenas, que já tinham o milho como base de alimentação. A primeira menção ao cuscuz adaptado a práticas indígenas no Brasil, incluindo o uso do milho, data do século XVI, em dezembro de 1585, na Bahia (na época denominada Bahia de Todos os Santos), em uma carta do padre José de Anchieta, que relatou que os indígenas “fazem farinha que fica como cuscuz de farinha de trigo”, indicando a presença precoce de preparações semelhantes ao cuscuz no contexto colonial. Assim, o cuscuz (de origem magrebina) dá origem a uma nova variante, conhecida como cuscuz nordestino, amplamente consumido nos dias atuais.
Segundo o poeta pernambucano Ascenso Ferreira, em poesias publicadas postumamente em 1963, o cuscuz não se restringiu à culinária indígena, mas também se manteve presente durante o período escravocrata, sendo associado à alimentação de negros e mestiços no Brasil, e comercializado por quituteiras nas ruas e feiras. O poeta destaca ainda, que o Quilombo dos Palmares (atual União dos Palmares, em Alagoas) — na época, Capitania de Pernambuco  — destaca-se como uma das comunidades negras que adotaram essa prática indígena de preparo do cuscuz.
Além dos indígenas e escravizados, os bandeirantes também contribuíram para a manutenção dessa tradição no Brasil. O cuscuz paulista, por sua vez, preservou essa prática indígena, possuindo registros que remontam ao século XVIII, com menções escritas em 1728, em São Paulo. Essa variação apresenta características próprias, como o uso de ingredientes diversificados e um modo de preparo diferenciado, refletindo a diversidade cultural da região Sudeste. Tal variação regional demonstra a adaptação do prato original às realidades locais e aos ingredientes disponíveis.

## Características
O cuscuz nordestino é preparado com milho flocado (farinha de milho umedecida e granulada) que é cozido no vapor em cuscuzeiras, utensílio típico da região. Pode ser consumido puro, acompanhado de manteiga, carne seca, ovo, queijo coalho, ou servido com leite condensado e outros complementos doces.